# Vissershoed

Vissershoed

Een vissershoed, ook wel bekend als een vissersmuts of bucket hat, is een type hoofddeksel dat oorspronkelijk ontworpen werd voor vissers en buitenwerkers. Het wordt gekenmerkt door een ronde, platte kroon en een brede, neerwaartse rand die de hele omtrek van de hoed beslaat.

## Geschiedenis
De vissershoed vindt zijn oorsprong in de vroege 20e eeuw. Ierse boeren en vissers gebruikten een vroege versie van de hoed, gemaakt van wol of tweed, om zich te beschermen tegen regen. In de jaren 1940 werd een katoenen versie van de hoed populair bij de Amerikaanse marine, die het gebruikte als onderdeel van de tropische uniformen.

## Kenmerken
- Ronde, platte kroon
- Brede, neerwaartse rand (meestal 5 à 7 cm breed)
- Meestal gemaakt van stevig katoen, canvas, denim of nylon
- Vaak waterafstotend of waterbestendig
- Soms voorzien van ventilatieopeningen aan de zijkanten

## Functionaliteit
De vissershoed biedt bescherming tegen zon, regen en wind. De brede rand schermt de ogen, nek en een deel van de schouders af. De hoed is lichtgewicht en gemakkelijk op te vouwen, wat hem ideaal maakt voor buitenactiviteiten en reizen.

## Mode
Hoewel de vissershoed oorspronkelijk een functioneel kledingstuk was, is hij in de loop der jaren uitgegroeid tot een mode-item. In de jaren 1960 werd de hoed populair in de hippiescene. In de jaren 1980 en 1990 werd de vissershoed een vast onderdeel van de streetwear en hiphopcultuur. De vissershoed is in verschillende culturen en subculturen een iconisch accessoire geworden. In de popcultuur is de hoed onder andere bekend geworden door:
- de film Caddyshack (1980), waarin Bill Murray een opvallende vissershoed draagt
- de Britse muzikant Liam Gallagher, die de hoed populair maakte in de Britpopscene van de jaren 1990

Later gingen mensen van alle leeftijden de hoed dragen.